# Ōkiku Furikabutte
Ōkiku Furikabutte (おおきく振りかぶって), souvent abrégé en Ōfuri (おお振り), est un manga écrit par Asa Higuchi. Il est prépublié depuis septembre 2003 dans le magazine Monthly Afternoon de l'éditeur Kōdansha et vingt-sept tomes sont commercialisés en juillet 2016.
Une adaptation en anime produite par le studio A-1 Pictures est diffusée entre avril et septembre 2007, suivie par une seconde saison, Ōkiku Furikabutte ~Natsu no Taikai-hen~ (おおきく振りかぶって 〜夏の大会編〜), diffusée entre avril et juin 2010.
Le manga a reçu le « Prix de la nouveauté » du Prix culturel Osamu Tezuka en 2006 et le Prix du manga de son éditeur Kōdansha en 2007 dans la catégorie Général (seinen).

## Synopsis
La série se déroule à Saitama, et raconte l’histoire de Ren Mihashi. Mihashi était le précédent lanceur no 1 de l’équipe de baseball de son collège, mais il semble qu’il ne devait ce poste que parce que son grand-père est le propriétaire de l’école. Ses coéquipiers (notamment le receveur) le haïssaient, et ils ont perdu tous leurs matchs. Mihashi est convaincu qu’il est un mauvais joueur de baseball et il a donc une très faible estime de lui-même. Il rejoint ensuite le lycée de Nishiura et compte abandonner le baseball, croyant qu’il n’est pas assez bon pour réussir. Toutefois, il se fait enrôler dans l’équipe de baseball de Nishiura par leur entraîneur. Aidé par ses nouveaux coéquipiers (et surtout le receveur, Takaya Abe), il gagne en confiance et en compétences, aidant son équipe à se surpasser.

## Personnages

### Équipe de Nishiura
Ren Mihashi (三橋廉, Mihashi Ren)
Seiyū (anime) : Tsubasa Yonaga
Ren Mihashi est le principal protagoniste et le lanceur de l’équipe. Sa grande nervosité et son manque extrême de confiance en soi est en totale contradiction avec son habileté, résultat de sa passion et son dévouement pour le lancer. Mihashi était détesté par ses coéquipiers du collège, qui croyaient que sa position de premier lanceur était due à son grand-père propriétaire de l’école. Au cours de cette période, le receveur et l’équipe ont refusé de coopérer lors des matchs, ce qui leur a fait perdre à chaque fois. Mihashi déménage à Nishiura, où il se joint à l’équipe de baseball du lycée, mais craint de continuer à faire perdre l’équipe. Au cours de la série, Mihashi gagne lentement un peu de confiance en lui-même et dans l’équipe, notamment le receveur, Abe. Malgré cela, Mihashi garde sa personnalité timide et peureuse. Son numéro de maillot est le 1.
Takaya Abe (阿部隆也, Abe Takaya)
Seiyū (anime) : Yūichi Nakamura
Takaya Abe est le receveur de l’équipe de baseball du lycée de Nishiura. En tant que tel, il forme un tandem lanceur-receveur avec Mihashi. Abe est un personnage sérieux et mature, dont l’humeur peu patiente est souvent mise à mal par Mihashi. Il a un esprit très stratégique et apprécie Mihashi pour son obéissance. Abe est un receveur compétent, qui indique à Mihashi les bons lancers après un examen approfondi de l’adversaire. En tant que receveur, il mémorise avec succès les habitudes des batteurs et quels lancers ils réussissent le moins à rattraper. Au fil du temps, Abe s’efforce de gagner des matchs afin d’améliorer la confiance en soi de Mihashi. Abe ne montre pas ses émotions à tout le monde, y compris à Mihashi et au reste de l’équipe. Il a une tendance à s’énerver et à crier, mais au fur et à mesure de l’histoire, il est de plus en plus solidaire et ouvert aux sentiments de Mihashi. Dans certains épisodes, on le voit même sourire. Son numéro de maillot est le 2.
Yūichirō Tajima (田島悠一郎, Tajima Yūichirō)
Seiyū (anime) : Hiro Shimono
Yūichirō Tajima est le batteur n°4 (cleanup). Il est un personnage plein d’entrain, confiant, amical, et surtout très doué pour le baseball. Toutefois, en raison de sa petite taille, il est incapable de frapper des coups de circuit (home run), et dépend de l’équipe pour marquer des points. Tajima se lie d’amitié avec Mihashi et il est capable de comprendre et de déchiffrer ses tentatives de communication parfois incompréhensibles. Tajima aime attraper les balles rapides et, par conséquent, devient receveur de réserve en cas d’absence d’Abe ou pour les entraînements. Son numéro de maillot est le 5.
Azusa Hanai (花井梓, Hanai Azusa)
Seiyū (anime) : Kishō Taniyama
Azusa Hanai est le batteur n°5 de l’équipe alors qu’il occupait la n°4 (la plus importante) au collège. Alors qu’initialement il semble être violent et malpoli, il apparaît par la suite être relativement intelligent et respectueux. Il est désigné à l’unanimité pour être capitaine de l’équipe. Il cherche à dépasser Tajima et à rivaliser avec lui, mais décide finalement qu’il doit travailler pour le bien de l’équipe, plutôt que de prendre des risques pour faire ses preuves. Son numéro de maillot est le 9.
Yūto Sakaeguchi (栄口勇人, Sakaeguchi Yūto)
Seiyū (anime) : Chihiro Suzuki
Yūto Sakaeguchi est généralement le premier batteur (leadoff). Sakaeguchi est très amical et familier avec Abe car ils fréquentaient le même collège. Quand Abe et Mihashi ont du mal à se comprendre entre eux, Sakaeguchi tente en général de servir d’intermédiaire, étant capable de comprendre leurs façons de s’exprimer à tous les deux. Lorsqu’il stresse, Sakaeguchi attrape la diarrhée, une particularité révélée par Abe, qui l’avait remarqué au cours de leurs examens d’entrée au lycée. Sakaeguchi est aussi proche de Suyama, car ils sont dans la même classe. Contrairement aux autres membres de l’équipe, la mère de Sakaeguchi est décédée. Son numéro de maillot est le 4.
Kōsuke Izumi (泉孝介, Izumi Kōsuke)
Seiyū (anime) : Jun Fukuyama
Kōsuke Izumi est l’un des personnages les plus expérimentés de l’équipe. Il est bon à la batte, à la réception, et un coureur rapide. Il est dans la même classe que Mihashi et Tajima et partage leurs activités du midi qui consistent à parler, manger, puis à faire la sieste. Izumi fréquentait la même école primaire et le même collège que Hamada, bien que jusqu’à l’école secondaire Hamada ait été une année au-dessus de lui. Il semble prendre plaisir à contrarier Hamada et ne le traite pas avec le respect dû à un ancien camarade de classe plus âgé. En raison de sa personnalité plus sérieuse, Izumi a tendance à s’énerver rapidement. Son numéro de maillot est le 8.
Shōji Suyama (巣山尚治, Suyama Shōji)
Seiyū (anime) : Makoto Yasumura
Shōji Suyama est arrêt-court (shortstop) et joueur de troisième base de l’équipe. Un personnage de sang-froid, il est généralement plus calme et moins exubérant que ses coéquipiers, bien qu’une fois il réagisse fortement à l’offre de Momoe d’une marque particulière de protéines en poudre pour laquelle il nourrit une forte aversion. Suyama ne partage pas la plupart des caractéristiques d’adolescent que les autres garçons de Nishiura semblent avoir (comme fantasmer sur les filles), mettant l’accent sur sa personnalité plus mature. Dans la série, il est plus proche de Sakaeguchi. Son numéro de maillot est le 6.
Fumiki Mizutani (水谷文貴, Mizutani Fumiki)
Seiyū (anime) : Kenichirō Sumi
Fumiki Mizutani est moins doué pour le baseball que certains des autres membres, et il lui arrive de mal rattraper la balle. Une bonne partie des frappes de Mizutani à la batte sont entièrement basées sur la chance, et il admet lui-même qu’il n’a pas un très bon œil. Il semble être le plus simple d’esprit de l’équipe de Nishiura, partageant souvent la même niaiserie que Mihashi. Mizutani semble aimer écouter de la musique, car il est presque toujours vu avec des écouteurs en dehors de l’entraînement. Son numéro de maillot est le 7.
Kazutoshi Oki (沖一利, Oki Kazutoshi)
Seiyū (anime) : Yūdai Satō
Kazutoshi Oki est le lanceur de réserve de Nishiura et joueur de première base. C’est un personnage très timide et nerveux, qui dit rarement ce qu’il pense par peur de se faire réprimander par les autres. Il a plus d’expérience au lancer qu’Hanai, mais était réticent à l’avouer car il ne voulait pas lancer pendant les matchs officiels. Toutefois, il est inspiré par le dévouement de Mihashi et décide de faire de son mieux pour l’équipe. C’est le seul gaucher de l’équipe. Son numéro de maillot est le 3.
Shintarō Nishihiro (西広辰太郎, Nishihiro Shintarō)
Seiyū (anime) : Ryōhei Kimura
Shintarō Nishihiro est le joueur de réserve de Nishiura et est souvent vu assis sur le banc à acclamer son équipe. Nishihiro est toujours l’instructeur de troisième base lorsque Nishiura est en attaque. C’est un débutant au baseball et il a donc peu d’expérience du jeu. Quand il joue dans les matchs, il occupe souvent la position de voltigeur de gauche. C’est apparemment l’un des plus intelligents des premières années de l’école car il n’a jamais besoin de réviser pour les contrôles. Son numéro de maillot est le 10.

#### Personnages liés
Maria Momoe (百枝まりあ, Momoe Maria)
Seiyū (anime) : Risa Hayamizu
Maria Momoe est l’entraîneur de l’équipe de baseball, et le personnage adulte le plus présent dans la série. Au début de la série, elle mentionne qu’elle est diplômée de Nishiura, qui propose d’habitude du softball plutôt que du baseball. L’équipe la surnomme « Momokan », abréviation de « Momoe-Kantoku » (entraîneur Momoe), et ont du respect pour elle, bien qu’ils la trouvent souvent intimidante. Momoe est forte et est très dévouée à l’équipe de baseball, travaillant à des petits jobs à côté pour aider à payer l’équipement. Bien que plusieurs personnes font remarquer la particularité d’un entraîneur féminin pour une équipe de baseball, Momoe démontre être compétente dans ce rôle. Momoe a un petit chien dénommé Ai qui accompagne l’équipe à l’entraînement, ainsi que durant les matchs amicaux avec d’autres équipes.
Chiyo Shinōka (篠岡千代, Shinōka Chiyo)
Seiyū (anime) : Misato Fukuen
Chiyo Shinōka est le manager, un poste équivalent à une secrétaire, de l’équipe de baseball. C’est une personne très travailleuse et sérieuse, elle a une grande fierté de l’équipe de baseball et fait de gros efforts pour les aider, allant de la confection des boulettes de riz à la rédaction des rapports détaillés sur les équipes adverses. En tant que manager, elle a mémorisé beaucoup d’informations sur sa propre équipe, et connait leurs noms, prénoms et anniversaires. Elle a déclaré ne pas être amoureuse de quelqu’un de l’équipe, mais il est révélé plus tard qu’elle a des sentiments pour Abe, bien qu’elle les mette de côté pour éviter une gêne dans l’équipe. Elle est allée au même collège que Abe et Sakaeguchi, où elle a joué au softball en position d’arrêt-court. Chiyo aime aussi essayer d’autres uniformes scolaires, et échange souvent d’uniformes avec ses amies et les prend en photos.
Tsuyoshi Shiga (志賀剛司, Shiga Tsuyoshi)
Seiyū (anime) : Takehiro Murozono
Tsuyoshi Shiga est l’enseignant responsable de l’équipe de baseball. Bien qu’il soit professeur de mathématiques, Shiga-sensei semble avoir beaucoup de connaissances sur le corps et comment il fonctionne, mais par contre il ne connait pas grand-chose sur le baseball. Ses méthodes de relaxation et de méditation aideront Mihashi et les autres à grandir mentalement en tant qu’équipe.
Yoshirō Hamada (浜田良郎, Hamada Yoshirō)
Seiyū (anime) : Atsushi Kisaichi
Yoshirō Hamada est un ami d’enfance de Mihashi qui n’a pas réussi à passer et doit donc redoubler sa première année. Bien qu’il ait l’habitude de jouer au baseball avec Mihashi quand ils étaient jeunes, Hamada a arrêté de jouer à cause d’une blessure au coude (little league elbow) provoquée par un trop grand nombre de lancés quand il était jeune. Hamada fonde le groupe de supporters de l’équipe de baseball, et est très doué pour coudre des banderoles. Mihashi l’appelle par son surnom d’enfance, Hama-chan, qui a été adopté par les autres membres de l’équipe. Il a fréquenté la même école primaire et le même lycée qu’Izumi, et les deux semblent très familiers l’un envers l’autre, mais Izumi ne lui montre pas le respect dû en tant que camarade plus jeune.
Keisuke Umehara (梅原圭介, Umehara Keisuke) et Riki Kajiyama (梶山力, Kajiyama Riki)
Seiyū (anime) : Takashi Hikita et Shūhei Sakaguchi
Umehara Keisuke et Riki Kajiyama sont deux amies et anciennes camarades de classe de Hamada, qui proposent de rejoindre le groupe de supporters de l’équipe de baseball.

### Opposants
Équipes adverses
Plusieurs équipes adverses sont présentes dans Ōkiku Furikabutte.
La principale est l’équipe de Mihoshi, que Mihashi a quitté après trois années comme premier lanceur. En plus du tandem lanceur-receveur Kanō et Hatake, l’équipe comporte entre autres Hiroyuki Oda, le batteur n°4 qui parle avec un dialecte du Kansai, équivalent de l’accent du sud en France.
Musashino est l’équipe dans laquelle Haruna est lanceur. À l’origine paresseuse et décontractée, l’équipe est plus tard motivée par le désir d’Haruna de mettre fin à la médiocrité de l’équipe. En plus d’Haruna, l’équipe comprend Naoto Kaguyama, le premier lanceur, Ōkawa, le capitaine de l’équipe et Kyouhei Akimaru, une sorte receveur de secours pour Haruna. Suzune Miyashita est le manager de l’équipe et sort avec Ōkawa.
Tosei est l’équipe vainqueur du Koshien (tournoi de baseball qui doit son nom au Koshien Stadium) de l’année précédente, et qui sous-estime les capacités de l’équipe de Nishiura. Junta Takase est le lanceur de Tosei. Il utilise des balles tombantes (sinker) et des balles frondes (forkball) pour sortir les batteurs (strikeout). Kazuki Kawai est le capitaine de l’équipe.
Shūgo Kanō (叶修悟, Kanō Shūgo)
Seiyū (anime) : Jun Ōsuka
Shūgo Kanō est l’ancien équipier de Mihashi qui a pris la place de premier lanceur après le départ de celui-ci. Il utilise des balles frondes pour sortir les batteurs. Son équipe dit qu’il aurait été le lanceur de l’équipe si le grand-père de Mihashi, à qui appartient à l’école, n’avait pas fait de Mihashi le premier lanceur. Toutefois, Kanō refuse d’accepter l’idée, voyant le véritable potentiel de Mihashi comme lanceur et en colère de la manière dont l’équipe a traité celui-ci. En tant que tel, il est le premier de son équipe à jouer sérieusement contre Nishiura lors d’un match amical avant de convaincre les autres. Kanō et Mihashi étaient amis pendant leur enfance et Mihashi se réfère parfois à lui par le surnom de « Shu-chan ».
Atsushi Hatake (畠篤史, Hatake Atsushi)
Seiyū (anime) : Shintarō Ōhata
Atsushi Hatake est le receveur de l’équipe de Mihoshi. Il était le plus opposé à ce que Mihashi soit leur lanceur au collège, estimant que Kanō est un meilleur lanceur et méritait mieux la position. Hatake va jusqu’à menacer de rompre le bras Mihashi, même après qu’il eut quitté l’équipe et rejoint Nishiura, mais plus tard, il sera convaincu par Kanō de le prendre au sérieux. Hatake et le reste de l’équipe présentent leurs excuses après avoir perdu contre Mihashi et ses coéquipiers, mais Hatake déclare encore que Kanō est meilleur lanceur.
Motoki Haruna (榛名元希, Haruna Motoki)
Seiyū (anime) : Shintarō Ōhata
Motoki Haruna est le lanceur de Musashino et un ancien coéquipier d’Abe. Son but est de devenir un joueur de baseball professionnel. Dans un premier temps, il a refusé de prendre Abe pour receveur en raison de sa petite taille et mettant en doute de sa capacité à attraper ses puissants lancers. Bien qu’ils se rapprochent, Abe se met à détester les principes d’Haruna au sujet du lancer. Celui-ci refuse de réaliser plus de 80 lancers et d’utiliser toute sa force, tout en protégeant de son bras et il refusa aussi de lancer une balle glissante (slider) en raison d’une piqûre de moustique. L’autre lanceur d’Haruna, Akimaru, fait remarquer qu’Haruna semblait plus agacé et sauvage au collège, et comprend les sentiments d’Abe. Dans l’équipe de Musashino, Haruna est considéré comme très laborieux et transmet sa détermination à l’équipe, en particulier à Naoto Kaguyama, qui n’aurait pas cessé de fumer sans l’intervention d’Haruna.

### Autres personnages
Ruri Mihashi (三橋瑠里, Mihashi Ruri)
Seiyū (anime) : Marina Inoue
Ruri Mihashi est la cousine de Ren Mihashi. Quand ils étaient jeunes, Mihashi et sa famille voyaient régulièrement Ruri et ils ont souvent joué avec Kanō, d’où l’amitié entre lui et Mihashi. Au cours de ses matchs au collège, Mihashi a dit à Ruri de ne pas y assister et ne lui indiquait donc pas quand ils avaient lieu, gêné et honteux de ses défaites. Elle applaudit Nishiura lors de leur match contre Tosei, surprise par la façon dont Mihashi a bien joué durant le match. Ruri aime appeler Mihashi par le surnom « Renren », au grand regret de celui-ci. Elle a un frère cadet nommé Ryū.

## Liste des volumes
Les chapitres d'Ōkiku Furikabutte sont vraiment très longs en général (plus de 100 pages en moyenne), il y en a donc peu voire un seul par volume. Le chapitre 18 est « partagé » sur deux volumes. Les numéros de chapitre entre parenthèses sont ceux utilisés lors de la prépublication en magazine.
| no | Japonais          | Japonais          |
| no | Date de sortie    | ISBN              |
| --- | ----------------- | ----------------- |
| 1 | 23 mars 2004      | 978-4-06-314342-3 |
| Liste des chapitres : 01. Le véritable as (ホントのエース, Hontō no Ēsu) 02. Le rôle du receveur (キャッチャーの役割, Kyacchā no Yakuwari) 03. Play ! (プレイ！, Purei !)                                                  |                   |                   |
| 2 | 23 août 2004      | 978-4-06-314353-9 |
| Liste des chapitres : 04. Premier point (先取点, Senshu Ten) 05. Ce qu’il faut pour être lanceur (投手の条件, Tōshu no Jōken) 06. Un lanceur extraordinaire ? (スゴイ投手？, Sugoi Tōshu ?)                                |                   |                   |
| 3 | 21 janvier 2005   | 978-4-06-314368-3 |
| Liste des chapitres : 07. Un lanceur extraordinaire (1re partie) (スゴイ投手・1, Sugoi Tōshu・1) 08. Un lanceur extraordinaire (2de partie) (スゴイ投手・2, Sugoi Tōshu・2) 09. Pas à pas (ちゃくちゃくと, Chaku Chaku To) |                   |                   |
| 4 | 22 juillet 2005   | 978-4-06-314384-3 |
| Liste des chapitres : 10. La fin du printemps (春が終わる, Haru ga Owaru) 11. Le début de l’été (夏がはじまる, Natsu ga Hajimaru)                                                                                          |                   |                   |
| 5 | 22 novembre 2005  | 978-4-06-314393-5 |
| Liste des chapitres : 12. Stimulant (挑め！, Nozome !) |                   |                   |
| 6 | 23 mars 2006      | 978-4-06-314408-6 |
| Liste des chapitres : 13. Encore un point ! (もう1点！, Mō 1 Ten !) |                   |                   |
| 7 | 23 janvier 2007   | 978-4-06-314437-6 |
| Liste des chapitres : 14. Retournement ! (逆転！, Gyakuten !) |                   |                   |
| 8 | 23 mai 2007       | 978-4-06-314451-2 |
| Liste des chapitres : 15. Conclusion ! (決着！, Kecchaku !) 16. Une victoire (ひとつ勝って, Hitotsu Katte) |                   |                   |
| 9 | 21 décembre 2007  | 978-4-06-314482-6 |
| Liste des chapitres : 17. Et après ? (次は？, Tsugi ha ?) 18. 3e match (3回戦, 3 Kaisen) |                   |                   |
| 10 | 23 mai 2008       | 978-4-06-314504-5 |
| Liste des chapitres : 18. 3e match (3回戦, 3 Kaisen) |                   |                   |
| 11 | 23 octobre 2008   | 978-4-06-314525-0 |
| Liste des chapitres : 19. Important (大事, Daiji) 20. 4e match (4回戦, 4 Kaisen) 21. Un changement graduel (ゆるやかな変化, Yuruyaka na Henka) 22. 5e match (5回戦, 5 Kaizen)                                              |                   |                   |
| 12 | 23 juin 2009      | 978-4-06-314570-0 |
| Liste des chapitres : 23. (43-46) 5e match (2de partie) (5回戦・2, 5 Kaizen・2) |                   |                   |
| 13 | 22 décembre 2009  | 978-4-06-310605-3 |
| Liste des chapitres : 24. (47-50) 5e match (3e partie) (5回戦・3, 5 Kaizen・3) |                   |                   |
| 14 | 23 avril 2010     | 978-4-06-310666-4 |
| Liste des chapitres : 25. (51-54) 5e match (4e partie) (5回戦・4, 5 Kaizen・4) |                   |                   |
| 15 | 23 juin 2010      | 978-4-06-310670-1 |
| Liste des chapitres : 26. (55) On recommence (また始まる, Mata Hajimaru) 27. (56-57) Objectif (目標, Mokuhyō) 28. (58) Grandir ! (育て!, Sodate !)                                                                         |                   |                   |
| 16 | 23 mars 2011      | 978-4-06-310735-7 |
| Liste des chapitres : 29. (59) Grandir ! 2 (育て!2, Sodate ! 2) 30. (60-63) Quart de finale (準々決勝, Junjun Kesshō) |                   |                   |
| 17 | 23 septembre 2011 | 978-4-06-310776-0 |
| Liste des chapitres : 31. (64-65) Quart de finale 2 (準々決勝2, Junjun Kesshō 2) 32. (66) Effrayé et frustré (ビクビクとイライラ, Bikubiku to Iraira) 33. (67) Demi-finale (準決勝, Junkesshō)                             |                   |                   |
| 18 | 22 novembre 2011  | 978-4-06-310785-2 |
| Liste des chapitres : 34. (68-72) Demi-finale 2 (準決勝2, Junkesshō 2) |                   |                   |
| 19 | 22 juin 2012      | 978-4-06-387825-7 |
| Liste des chapitres : 35. (73-74) Demi-finale 3 (準決勝3, Junkesshō 3) 36. (75) Amorce de lancer… ? (振りかぶって…？, Furikabutte…?) 37. (76) Droit ! (まっすぐ！, Massugu!) 38. (77-78) Kōshien (こうしえん, Kōshien)     |                   |                   |
| 20 | 23 octobre 2012   | 978-4-06-387845-5 |
| Liste des chapitres : 39. (79-84) Entraînement conjoint (合同練習, Gōdō Renshū) |                   |                   |
| 21 | 23 avril 2013     | 978-4-06-387881-3 |
| Liste des chapitres : 40. (85-86) Grande loterie d'automne (秋大抽選会, Aki dai Chūsen kai) 41. (87-90) Automne, premier match régional (秋季・地区大１回戦, Shūki, Chiku dai Ichi Kaisen)                                 |                   |                   |
| 22 | 22 novembre 2013  | 978-4-06-387936-0 |
| Liste des chapitres : 42. (91-96) Automne, premier match régional (秋季・地区大１回戦, Shūki, Chiku dai Ichi Kaisen) |                   |                   |
| 23 | 23 juin 2014      | 978-4-06-387976-6 |
| Liste des chapitres : 43. (97-98) Automne, premier match régional (秋季・地区大１回戦, Shūki, Chiku dai Ichi Kaisen) 44. (99-102) Droit (まっすぐ, Massugu)                                                                |                   |                   |
| 24 | 22 décembre 2014  | 978-4-06-388020-5 |
| Liste des chapitres : 45. (103-108) Automne, tournoi de Saitama (秋季埼玉県大会, Shūki, Saitama ken Taikai) |                   |                   |
| 25 | 21 août 2015      | 978-4-06-388074-8 |
| Liste des chapitres : 46. (109-114) Automne, tournoi de Saitama (秋季埼玉県大会, Shūki, Saitama ken Taikai) |                   |                   |
| 26 | 22 décembre 2015  | 978-4-06-388103-5 |
| Liste des chapitres : 47. (115-120) Automne, tournoi de Saitama (秋季埼玉県大会, Shūki, Saitama ken Taikai) |                   |                   |
| 27 | 22 juillet 2016   | 978-4-06-388154-7 |
| Liste des chapitres : 48. (121) Progrès (進展, Shinten) 49. (122-126) Chez Tajima (田島の, Tajima no) |                   |                   |
| 28 | 22 septembre 2017 | 978-4-06-388287-2 |
| Liste des chapitres : 50. (127) Chez Tajima (2de partie) (田島の・2, Tajima no・2) 51. (128-129) Entraînement mental (メントレ, Mentore) 52. (130-132) Tournoi des quatre villes (４市大会, 4-Shi Taikai)                  |                   |                   |
| - |                   |                   |
| Prépublication :Liste des chapitres : (133-136) Tournoi des quatre villes (４市大会, 4-Shi Taikai) |                   |                   |

## Liste des épisodes

### Première saison
Le dernier épisode de la série est un épisode spécial en OAV disponible sur le 9e DVD uniquement.
La musique du générique d’introduction est Dramatic (ドラマチック, Doramachikku), chanté par Base Ball Bear, pour les épisodes 1 à 13 et Seishun Line (青春ライン, Seishun Rain), par Ikimono Gakari pour les épisodes suivants.
De même, la musique du générique de fin est Medaka no Mita Niji (メダカの見た虹), par Kozue Takada, pour les premiers épisodes, et Arigatō (ありがとう), par SunSet Swish, pour les suivants.
| No  | Titre français                  | Titre japonais     | Titre japonais       | Date de 1re diffusion |
| No  | Titre français                  | Kanji              | Rōmaji               | Date de 1re diffusion |
| --- | ------------------------------- | ------------------ | -------------------- | --------------------- |
| 1   | Le véritable as                 | ホントのエース     | Hontō no Ēsu         | 12 avril 2007         |
| 2   | Le rôle du receveur             | キャッチャーの役割 | Kyacchā no Yakuwari  | 19 avril 2007         |
| 3   | Le match d’entraînement         | 練習試合           | Renshū Shiai         | 26 avril 2007         |
| 4   | Play                            | プレイ             | Purei                | 3 mai 2007            |
| 5   | Ne te relâche pas !             | 手を抜くな         | Te wo Mekuna         | 10 mai 2007           |
| 6   | Ce qu’il faut pour être lanceur | 投手の条件         | Tōshu no Jōken       | 17 mai 2007           |
| 7   | Je veux jouer au baseball       | 野球したい         | Yakyū Shitai         | 24 mai 2007           |
| 8   | Un lanceur extraordinaire ?     | スゴイ投手?        | Sugoi Tōshu          | 31 mai 2007           |
| 9   | Le passé                        | 過去               | Kako                 | 7 juin 2007           |
| 10  | Pas à pas                       | ちゃくちゃくと     | Chaku chaku To       | 14 juin 2007          |
| 11  | Le début de l’été               | 夏がはじまる       | Natsu ga Hajimaru    | 21 juin 2007          |
| 12  | Le groupe de supporters         | 応援団             | Ōendan               | 28 juin 2007          |
| 13  | Le début du tournoi d’été       | 夏大開始           | Natsutai Kaishi      | 5 juillet 2007        |
| 14  | Le défi !                       | 挑め!              | Idome!               | 12 juillet 2007       |
| 15  | Le premier point du match       | 先取点             | Senshuten            | 19 juillet 2007       |
| 16  | Ne sous-estime pas              | あなどるな         | Anadoruna            | 26 juillet 2007       |
| 17  | Coureur de troisième base       | サードランナー     | Sādo Rannā           | 2 août 2007           |
| 18  | Un point supplémentaire         | 追加点             | Tsuikaden            | 9 août 2007           |
| 19  | Les capacités de Kiriao         | 桐青の実力         | Kiriao no Jitsuryoku | 16 août 2007          |
| 20  | Retournement                    | 逆転               | Gyakuten             | 23 août 2007          |
| 21  | Encore un point                 | もう一点           | Mō Itten             | 30 août 2007          |
| 22  | Défense !                       | 防げ!              | Fusege!              | 6 septembre 2007      |
| 23  | À Genmitsu                      | ゲンミツに         | Genmitsu ni          | 13 septembre 2007     |
| 24  | Conclusion                      | 決着               | Kecchaku             | 20 septembre 2007     |
| 25  | Une victoire                    | ひとつ勝って       | Hitotsu Katte        | 27 septembre 2007     |
| OAV | La base de la base              | 基本のキホン       | Kihon no Kihon       |                       |

### Seconde saison
La musique du générique d’introduction est Natsuzora (夏空), par Galileo Galilei, et la musique du générique de fin est Shisō Densha (思想電車), par CureaL.
| No | Titre français             | Titre japonais | Titre japonais     | Date de 1re diffusion |
| No | Titre français             | Kanji          | Rōmaji             | Date de 1re diffusion |
| -- | -------------------------- | -------------- | ------------------ | --------------------- |
| 1  | Et après ?                 | 次は?          | Tsugi ha?          | 1er avril 2010        |
| 2  | Sakitama                   | 崎玉           | Sakitama           | 8 avril 2010          |
| 3  | 3e match                   | 3回戦          | 3 Kaisen           | 15 avril 2010         |
| 4  | Le baseball c’est dur      | 野球シンドイ   | Yakyū Shindoi      | 22 avril 2010         |
| 5  | Je veux jouer au baseball  | 野球やりたい   | Yakyū Yaritai      | 29 avril 2010         |
| 6  | Important                  | 大事           | Daiji              | 6 mai 2010            |
| 7  | Un changement graduel      | ゆるやかな変化 | Yuruyaka na Henka  | 13 mai 2010           |
| 8  | 5e match                   | 5回戦          | 5 Kaisen           | 20 mai 2010           |
| 9  | Étudier                    | 研究されてる   | Kenkyū sareteru    | 27 mai 2010           |
| 10 | Fin de la 5e manche, 2 à 5 | 5回裏、2対5    | 5 Kai Ura, 2 Tai 5 | 3 juin 2010           |
| 11 | Parce que je suis l’as     | エースだから   | Ēsu da Kara        | 10 juin 2010          |
| 12 | 9e manche                  | 9回            | 9 Kai              | 17 juin 2010          |
| 13 | On recommence              | また始まる     | Mata Hajimaru      | 24 juin 2010          |